# Китайские игры
«Кита́йские игры» — цирковое представление, в котором сочетаются некоторые традиционные элементы искусства народов Китая. Среди таких элементов: акробатические трюки на бамбуковых шестах; балансирование тарелками на першах или тростях; подъёмы и спуски по натянутым канатам; вращение по телу артиста пики-трезубца со звенящими металлическими элементами; прыжки через кольцо, на котором размещены ножи остриями внутрь; лазание по канату с исполнением «обезьяньих» трюков; подвешивание артистов за волосы под куполом цирка, где они имитируют еду палочками из пиал на удерживаемом коленями столе и так далее.